# Nitokris (Assyrien)
Nitokris ist eine in den Historien des Herodot (I,184–188) erwähnte Königin von Babylon.
Herodot (I,184) kennt Nitokris als eine der zwei Königinnen, die ganz Asien regierten – die andere sei fünf Generationen vor ihr  Semiramis gewesen. Nitokris soll nach der Eroberung von Ninos (Niniveh) durch die Meder den Flusslauf des Euphrat verändert haben, um Babylon größeren Schutz zu geben. Zu diesen Maßnahmen habe auch die Anlage eines künstlichen Sees oberhalb der Stadt gehört. Die dabei entfernte Erde sei zu einem Damm aufgeschüttet worden (I,185). Außerdem wird ihr der Bau einer Brücke aus Ziegeln und Holzbalken über den Euphrat zugeschrieben. Die Holzbalken konnten nachts zum Schutz vor Dieben entfernt werden (I,186). Schließlich soll sie über dem belebtesten Tor der Stadt ein Grabmal für sich errichtet haben, das erst Dareios in der irrigen Erwartung großer Reichtümer geöffnet habe (I,187).
Als Nitokris’ Sohn nennt Herodot den Labynetos, den letzten König von Babylon, gegen den Kyros II. zu Felde gezogen sei (I,188). Ob dieser Labynetos mit dem in I,74 genannten Babylonier, der gemeinsam mit dem Syennesis von Kilikien um 585 v. Chr. einen Friedensschluss zwischen Lydien und den Medern vermittelte, identisch ist, oder ob es sich bei jenem um den – vermutlich aufgrund der chronologischen Schwierigkeiten von Herodot erfundenen – gleichnamigen Vater des Labynetos handelt, ist umstritten.
Ebenso umstritten ist der mögliche historische Kern hinter den Überlieferung zu Nitokris. Als mögliche Vorbilder werden etwa Naqia, die Gemahlin Sanheribs und Mutter Asarhaddons, und Adad-happe, die tatsächliche Mutter Nabonids, diskutiert. Auch Legenden über Semiramis und Nebukadnezar II. könnten in den Bericht des griechischen Historikers eingeflossen sein. Der Name Nitokris ist nicht babylonischen Ursprungs, er weist vielmehr nach Ägypten. So erwähnt Herodot auch eine gleichnamige ägyptische Königin (II,100), darüber hinaus ist Nebetneferumut, eine Tochter Psamettichs I., auch als Nitokris bekannt.

## Belletristik
- Heinz Welten: Nitokris. Die Priesterin der Istar. Historischer Roman, Berlin 1923 (= Der Kampf um Babylon, Teil I), Neuauflage: Voltmedia, Paderborn 2005, ISBN 3-937229-34-5